# آلفرد الوئر
آلفرد الوئر (فرانسوی: Alfred Eluère‎; ۲۸ ژوئیهٔ ۱۸۹۳ – ۱۲ مارس ۱۹۸۵) بازیکن راگبی ۱۵ نفره اهل فرانسه بود.